# ヨーロッパ・エコロジー＝緑の党
エコロジスト（エコロジスト、仏：Les Écologistes、略称：LE）は、フランスの政党。
2023年までの旧称はヨーロッパ・エコロジー＝緑の党（ヨーロッパ・エコロジー＝みどりのとう、仏：Europe Écologie - Les Verts、略称：EELV）であった。

## 歴史
2008年の市議会選挙における失敗以降、旧・緑の党内では国内に環境保護者の影響力を復活するために議論が活発化した。2009年の欧州議会選挙のために、ダニエル・コーン＝ベンディットは政党と市民派による同盟戦略を採用、ヨーロッパ・エコロジー（EE）を発足させた。欧州議会選挙において得票率16.3%を獲得、14議席を得て社会党と肩を並べた。翌年3月の地域圏議会選挙でもEEは12.5%の得票率を得て躍進、殆ど全ての州議会に代表者を送り込むことに成功した。2010年11月13日に2つの機関が融合して、ヨーロッパ・エコロジー＝緑の党（EÉ-Les Verts）となった。
党結成の翌年3月に行われた統一県議会選挙（海外県を含む100県402選挙区）では、改選前の24議席から49議席へと議席を倍増させた。また同年9月に下院議員や地方議会議員による間接選挙で行われた元老院選挙でも、6議席増の10議席を得た。2012年4月に第1回投票が予定されているフランス大統領選挙では、元判事のエヴァ・ジョリ欧州議会議員を大統領候補とすることを2011年7月に決定した。エヴァ候補は公約に「20年間でフランス国内の原発を全廃」などを掲げて選挙を戦ったが、12年4月の第1回投票では得票率2.3％で6位に留まった。第2回投票の結果、大統領となったフランソワ・オランド（社会党）が指名した首相の下で発足した内閣では緑の党から2名（セシル・デュフロ、パスカル・カナフィン）が「地域間・住宅平等大臣」と「外務大臣付開発担当大臣」として入閣を果たした。
大統領選挙直後の6月に行われた国民議会選挙では候補者449名を擁立、17名が当選した。なお日本を含む「国外第十一選挙区」ではNHK教育テレビジョンの語学講座「テレビでフランス語」出演者のジャニック・マーニュが同党の立候補者となった。
2020年フランス市議会議員選挙では勝利した。
2022年、全国書記のジュリアン・バイユが元妻に「精神的暴力」を行使したとの疑いにより、同氏は全国書記の職を辞任。レア・バラージュ・エル・マリキ及びジェレミー・クレペルによる集団指導体制を暫定的に取ることとなった。 
2022年11月27日の党大会では、マリン・トンデリアが党代表に選出された。

## 理念・政策

### 農業
農業の産業化に反対して、地域供給を支持している。同様に環境保護をできるようにして、農家の生活水準を流通に対して確保するためである。国内農業の3割を有機農業にしたら国民の健康にいい影響を及ぼしているという意見があり、7割の農業は適正農業規範にするつもりである。

### 官庁会計
フランス国家の負債の解消を試みるため、サルコジの国民運動連合で決議された高所得者向け減税などの政策を廃止、同様に雇用や環境保護に誘導しない経済部門への補助金を減じる目的である。

### 経済
第一の目的は不雇用に反対することである。省エコなどの産業部門に優遇措置をすれば、600,000人のための雇用が見積もられる。また、労働時間の減少も支持して、景気を評価するため国内総生産と異なる指数を支持する。

### 国際関係
欧州連合には連邦主義の政党であって、欧州連合加盟国の教育制度や社会福祉政策などを同一にしようと思っている。国際連合安全保障理事会にはフランスの常任理事国の位置をドイツと共有しようと思っている。

### 福祉
巨大の収入不平等を受ける社会が持続可能ではないと思っているので、自由貿易の経済によって貧しい階級が受ける被害に対して保護を与える。

### 社会
個人の独立を支持して、同性結婚や安楽死などを促進する。